# دریاچه راوال
دریاچه راوال (به انگلیسی: Rawal lake) یک مخزن سد در پاکستان است که در ناحیه پایتختی اسلام‌آباد واقع شده‌است.